# Opera Lafayette
Pour les articles homonymes, voir Lafayette.
L’Opera Lafayette est une compagnie d'opéra, basée à Washington aux États-Unis, qui produit des opéras français des XVIIe et XVIIIe siècles. Elle est fondée en 1995 par le chef d'orchestre américain Ryan Brown et se produit chaque saison à moitié entre Washington et New York. L'opéra s'est produit à Versailles en 2012.

## Histoire
Spécialisé dans l'opéra baroque français, l'Opera Lafayette est fondée à Washington dans le quartier de Capitol Hill en 1994 par le chef d'orchestre Ryan Brown sous le nom : les Violons de Lafayette, en hommage au Marquis de Lafayette. Il adopte son nom actuel en 2001 et, en 2005, publie son premier enregistrement pour le label Naxos : l’Orphée et Euridice de Gluck. En 2012, l'Opera Lafayette met en scène sa première interprétation à l'international, avec une œuvre oubliée, Le Roi et le Fermier de Monsigny ; l'œuvre est joué à l'Opéra royal de Versailles avec les décors récemment découverts pour une mise en scène de l'opéra en 1780,,. En 2015, l'ensemble a joué à bord de la frégate française l'Hermione, — une réplique de la frégate Concorde, à 32 canons, qui transportait le Marquis de la Fayette aux États-Unis — au cours de sa visite à Alexandria, en Virginie.
Selon le New York Times, Opera Lafayette a « reçu des éloges et des auditoires fidèles pour ses productions historiques d'opéras baroques français utilisant des instruments d'époque, des costumes appropriés et des danses élégantes ». L'article écrivait par ailleurs comme « un habile pourvoyeur d'opéras baroques français », tandis que DC Theatre Scene a déclaré que la compagnie « doit être considérée comme un trésor national »,.
En janvier 2018, l'Opera Lafayette a présenté l’Erminia d'Alessandro Scarlatti, la dernière des Serenate du compositeur (1723) sur un livret inspiré de La Gerusalemme liberata, dont le rôle titre à la création était tenu par Farinelli et par Julia Dawson dans la reprise de l'ensemble américain.

## Organisation
À compter de 2016, le chef d'orchestre et directeur artistique est Ryan Brown, tandis que, William J. H. Chapman en est le directeur général et Chris O'Flinn est le président du conseil d'administration de la société. Claire Jolivet est le violon solo de l'orchestre,.
La compagnie d'opéra procède à une scission de la saison avec des productions à Washington au Kennedy Center et à New York, au Frederick P. Rose Hall.

## Discographie
L'Opera Lafayette publie ses enregistrements sur le label Naxos.
- Orphée et Eurydice de Christoph Willibald Gluck (2005)
- Œdipe à Colone de Antonio Sacchini - Nathalie Paulin, Kirsten Blaise, sopranos ; Robert Getchell, Tony Boutté, ténors ; Franois Loup, basse (13-15 mai 2005, Naxos 8.660196-97) (OCLC 705278644)
- Arias d'opéra de Rameau chanté par Jean-Paul Fouchécourt (2007)
- La tragédie d'Armide de Jean-Baptiste Lully - Ann Monoyios, Miriam Dubrow, Adria McCulloch, Tara McCredie, sopranos ; Stephanie Houtzeel, mezzo-soprano ; Robert Getchell, Tony Boutté, ténors ; William Sharp, Darren Perry, barytons ; François Loup, basse (2-5 février 2007, Naxos 8.660209.10) (OCLC 937626421) [livret en ligne][PDF]
- Zélindor, roi des Sylphes de François Rebel et Le Trophée de François Francœur - Heidi Grant Murphy ; Jean-Paul Fouchécourt, ténor ; William Sharp, baryton (15-16 octobre 2007, Naxos)
- Le déserteur de Pierre-Alexandre Monsigny - Dominique Labelle, Ana Monoyios, sopranos ; Tony Boutté, ténor ; William Sharp, David Newman, Darren Perry, barytons ; Eugene Galvin, baryton-basse (1-3 février 2009, Naxos) (OCLC 665937075)
- Sancho Panca dans son isle de François-André Danican Philidor - Elizabeth Calleo, Meghan McCall, sopranos ; Karim Sulayman, Tony Boutté, ténors ; Darren Perry, Eric Christopher Black, Andrew Sauvageau, barytons (25-26 mai 2010, Naxos) (OCLC 884917409)
- Le Magnifique de André Grétry (6-8 février 2011, Naxos 8.660305) (OCLC 858147421)
- Le Roi et le Fermier de Pierre-Alexandre Monsigny - Dominique Labelle, soprano ; Thomas Michael Allen, ténor ; William Sharp, baryton (23-24 janvier 2012, Naxos) (OCLC 913826371)
- Lalla-Roukh de Félicien David - Marianne Fiset, Nathalie Paulin, sopranos ; Emiliano Gonzalez Toro, ténor ; David Newman, baryton ; Bernard Deletré, Andrew Adelsberger, baryton-basses (27-29 janvier 2013, Naxos 8.660338-39) (OCLC 873945864)
- Les Femmes vengées de François-André Danican Philidor - Claire Debono, Pascale Beaudin, sopranos ; Blandine Staskiewicz, mezzo-soprano ; Jeffrey Thompson, Antonio Figueroa, ténors ; Alex Dobson, baryton (19-20 janvier 2014, Naxos 8.660853) (OCLC 956505136)